# Marcus Æmilius Lepidus (consul en -187)
Pour les articles homonymes, voir Aemilius Lepidus.
Marcus Æmilius Lepidus (mort en 152 av. J.-C.) est un consul romain, pontifex maximus et censeur.

## Biographie
Comme préteur, il gouverne la Sicile en 191 av- J.-C. Il est élu consul en 187 av. J.-C.
À partir de 180 av. J.-C., il est nommé pontifex maximus puis princeps senatus dès 179 av. J.-C. Cette même année, il est également élu censeur.
En 175 av. J.-C., il est réélu au consulat où il a dirigé la construction de la Via Aemilia en 187 av. J.-C et où il supervise la création des colonies romaines de Parme et de Modène, territoires qui appartiennent à Rome depuis 183 av. J.-C. 
En son hommage, le château de Regium Lepidi (de nos jours Reggio d'Émilie) a reçu son nom.

## Référence
- (en) Ronald Syme, The Augustan Aristocracy, Oxford, 1986